# Клэмпнер, Мэтью
Мэтью Клемпнер (англ. Matthew Clempner; род. 20 мая 1956, Солфорд) — британский самбист, дзюдоист, борец вольного и греко-римского стилей, бронзовый призёр чемпионата Великобритании по дзюдо, бронзовый призёр чемпионатов Европы по самбо 1987, 1989 и 1990 годов, бронзовый призёр чемпионата мира по самбо 1989 года, участник соревнований по вольной борьбе на летних Олимпийских играх 1980 года. Участвовал в чемпионате мира по самбо 1989 года, где занял 4-е место. По самбо выступал в тяжёлой весовой категории (свыше 100 кг).
На Олимпиаде Клемпнер по очкам проиграл перуанцу Мигелю Замбрано, чисто проиграл будущему бронзовому призёру этих Игр поляку Адаму Сандурскому и остался за чертой призёров.

## Семья
Сын Мэтью Клэмпнер-младший также занимается самбо и дзюдо, является чемпионом и призёром чемпионатов Великобритании по дзюдо, бронзовым призёром чемпионата мира по самбо 2012 года.